# Руденко, Александр Александрович
Алекса́ндр Алекса́ндрович Руде́нко (род. 15 марта 1999, Дарьевка, Ростовская область) — российский футболист, нападающий московского «Локомотива».

## Клубная карьера

### Ранние годы
Родился на хуторе Дарьевка, Родионово-Несветайского района, Ростовской области,
Начинал заниматься футболом в ДЮСШ хутора Весёлый.
В 2011 году, в возрасте 11 лет получил приглашение в академию имени Виктора Понедельника. Первый тренер — Андрей Козлов. В 2012 году вместе с командой 1999 г. р. стал победителем всероссийского турнира «Мемориал В. Бубукина» в Дагомысе. В матче за первое место ростовчане встретились с соперниками из Академии футбола Краснодарского края, победу с минимальным счётом 1:0 одержали ростовчане, и автором победного гола стал Александр Руденко. Всего за этот турнир забил 13 мячей и был признан лучшим нападающим.
Был приглашён многими московскими клубами, однако выбрал академию «Спартака» и после успешного просмотра переехал в Москву. В 2015 году в летнем первенстве Москвы с 21 забитыми мячами стал лучшим бомбардиром лиги. 24 декабря 2015 подписал первый профессиональный контракт со «Спартаком».

### «Спартак» (Москва)
С весны сезона 2015/16 начал регулярно выступать в молодёжном первенстве. Дебютировал 5 марта 2016 года в матче 19-го тура против ЦСКА (0:3), выйдя на замену на 74-й минуте. Первый мяч за молодёжный состав забил 20 мая в матче 30-го тура против «Уфы» (3:1). В сезоне 2016/17 стал победителем молодёжного первенства. Также в сезоне провёл 7 матчей, забил 7 мячей и отдал 2 голевые передачи за «Спартак» U-19 в Юношеской лиге УЕФА. 17 октября 2019 года после ничьей с «Севильей» (1:1) в 3-м туре группового этапа Юношеской лиги УЕФА главный тренер «Севильи» U-19 Димас Карраско отметил, что для него Александр Руденко является лучшим в России молодым игроком. Всего за молодёжный состав «Спартака» в первенстве провёл 33 матча, в которых забил 11 мячей.
С сезона 2016/17 начал привлекаться в фарм-клуб «Спартак-2». 11 июля 2016 года дебютировал в матче 1-го тура первенства ФНЛ против «Сибири» (0:0), выйдя на замену на 81-й минуте вместо Артёма Федчука и стал самым молодым игроком «Спартака-2» (наряду с Аязом Гулиевым), на момент дебюта ему было 17 лет и 118 дней. Первый мяч за вторую команду забил 5 ноября 2016 года в матче 20-го тура против «Мордовии» (4:1). В сезоне 2016/17 провёл 22 матча и забил 1 мяч.
В сезоне 2017/18 провёл 27 матчей, забив 3 мяча. 20 марта 2018 продлил контракт со «Спартаком» до 31 мая 2021 года. В сезоне 2018/19 провёл 35 матчей, забив 8 мячей.
12 октября 2019 года в матче 17-то тура против московского «Торпедо» (2:3) провёл свой 100-й матч за «Спартак-2», а также на 35-й минуте забил мяч.
В сезоне 2019/20 сыграл за «Спартак-2» 23 матча, в которых забил 13 мячей и отдал 3 голевые передачи и тем самым стал лучшим бомбардиром второй команды в сезоне.

#### «Торпедо» (Москва)
26 декабря 2019 года перешёл на правах аренды в московское «Торпедо», соглашение было рассчитано до лета 2020 года. По словам Руденко, ему хотелось перейти в сильную команду и бороться за высокие места, а не находиться в зоне вылета второй год подряд со «Спартаком-2». Дебютировал за «Торпедо» 5 марта 2020 года в матче 1/4 финала кубка России против «Химок» (1:5), на 74-й минуте был заменён на Игоря Лебеденко. Первый мяч за «Торпедо» забил 9 марта в матче 26-го тура первенства ФНЛ против курского «Авангарда» (2:2), открыв счёт в матче на 2-й минуте. 15 мая покинул «Торпедо». Сыграл три матча и забил один мяч. По итогам первенства 2019/20 был признан лучшим молодым футболистом ФНЛ, также наряду с Иваном Сергеевым стал лучшим бомбардиром первенства.

#### «Сочи»
25 июля 2020 года на правах аренды перешёл в «Сочи» до конца сезона 2020/21 с правом дальнейшего выкупа игрока сочинцами. 14 августа дебютировал за «Сочи» в домашнем матче 2-го тура против «Химок» (1:1), на 58-й минуте был заменён на Антона Заболотного. Свой первый мяч за «Сочи» забил 19 марта 2021 года в домашнем матче 23-го тура против «Тамбова» (5:0) на 74-й минуте матча с передачи Сергея Терехова, этот мяч стал для него первым в Премьер-лиге. Всего в сезоне 2020/21 провёл за «Сочи» 24 мача во всех турнирах и забил 2 мяча. После окончания арендного соглашения вернулся в расположение «Спартака-2».

### «Химки»
19 февраля 2022 года заключил контракт с «Химками» до конца сезона 2023/24. Дебютировал за клуб 6 марта 2022 года в матче 20-го тура чемпионата России против московского «Локомотива» (3:2), выйдя на 54-й минуте вместо Неманьи Главчича. Первые мячи за «Химки» забил 9 апреля 2022 года в матче 24-го тура чемпионата России против московского ЦСКА (4:2), оформив дубль.
9 декабря 2023 года продлил контракт с клубом. В сезоне 2023/24 с клубом занял 1-е место в Первой лиге и вернулся в РПЛ.

### «Локомотив» (Москва)
19 июня 2025 года на правах свободного агента перешёл в московский «Локомотив», подписав контракт до лета 2028 года.

## Карьера в сборной
С 2014 года регулярно вызывался в юношеские сборные России различных возрастов. В 2017 году в составе юношеской сборной России до 17 лет (1999 г. р.) выиграл Мемориал Гранаткина.

## Личная жизнь
- Руденко, Александр Владимирович — отец, футболист и тренер.

## Статистика выступлений
| Выступление        | Выступление       | Выступление      | Лига | Лига | Кубки | Кубки | Стыковые матчи | Стыковые матчи | Итого | Итого |
| Клуб               | Лига              | Сезон            | Игры | Голы | Игры  | Голы  | Игры           | Голы           | Игры  | Голы  |
| ------------------ | ----------------- | ---------------- | ---- | ---- | ----- | ----- | -------------- | -------------- | ----- | ----- |
| → Спартак-2        | ФНЛ               | 2016/17          | 22   | 1    | —     | —     | —              | —              | 22    | 1     |
| → Спартак-2        | ФНЛ               | 2017/18          | 27   | 3    | —     | —     | —              | —              | 27    | 3     |
| → Спартак-2        | ФНЛ               | 2018/19          | 35   | 8    | —     | —     | —              | —              | 35    | 8     |
| → Спартак-2        | ФНЛ               | 2019/20          | 23   | 13   | —     | —     | —              | —              | 23    | 13    |
| → Спартак-2        | Итого             | Итого            | 107  | 25   | —     | —     | —              | —              | 107   | 25    |
| → Торпедо (Москва) | ФНЛ               | 2019/20          | 2    | 1    | 1     | 0     | —              | —              | 3     | 1     |
| → Торпедо (Москва) | Итого             | Итого            | 2    | 1    | 1     | 0     | —              | —              | 3     | 1     |
| Сочи               | РПЛ               | 2020/21          | 20   | 2    | 4     | 0     | —              | —              | 24    | 2     |
| Сочи               | Итого             | Итого            | 20   | 2    | 4     | 0     | —              | —              | 24    | 2     |
| → Спартак-2        | Первый дивизион   | 2021/22          | 3    | 0    | —     | —     | —              | —              | 3     | 0     |
| → Спартак-2        | Итого             | Итого            | 3    | 0    | —     | —     | —              | —              | 3     | 0     |
| Химки              | РПЛ               | 2021/22          | 11   | 2    | 0     | 0     | 1              | 0              | 12    | 2     |
| Химки              | РПЛ               | 2022/23          | 25   | 4    | 4     | 1     | —              | —              | 29    | 5     |
| Химки              | Первая лига       | 2023/24          | 31   | 13   | 2     | 0     | —              | —              | 33    | 13    |
| Химки              | РПЛ               | 2024/25          | 29   | 6    | 6     | 1     | —              | —              | 35    | 7     |
| Химки              | Итого             | Итого            | 96   | 25   | 12    | 2     | 1              | 0              | 109   | 27    |
| → Химки-М          | Вторая лига («Б») | 2023             | 1    | 0    | —     | —     | —              | —              | 1     | 0     |
| → Химки-М          | Итого             | Итого            | 1    | 0    | —     | —     | —              | —              | 1     | 0     |
| Локомотив (Москва) | РПЛ               | 2025/26          | 5    | 1    | 2     | 0     | —              | —              | 7     | 1     |
| Локомотив (Москва) | Итого             | Итого            | 5    | 1    | 2     | 0     | —              | —              | 7     | 1     |
| Всего за карьеру   | Всего за карьеру  | Всего за карьеру | 234  | 54   | 19    | 2     | 1              | 0              | 254   | 56    |

## Достижения

### Командные
«Спартак» (Москва)
- Победитель молодёжного первенства России: 2016/17
- Серебряный призёр молодёжного первенства России: 2018/19
- Итого : 1 трофей

«Химки»
- Победитель Первой лиги: 2023/24
- Итого : 1 трофей

### Личные
- Лучший бомбардир ФНЛ: 2019/20
- Лучший молодой футболист ФНЛ: 2019/20